# Simon Razniewski

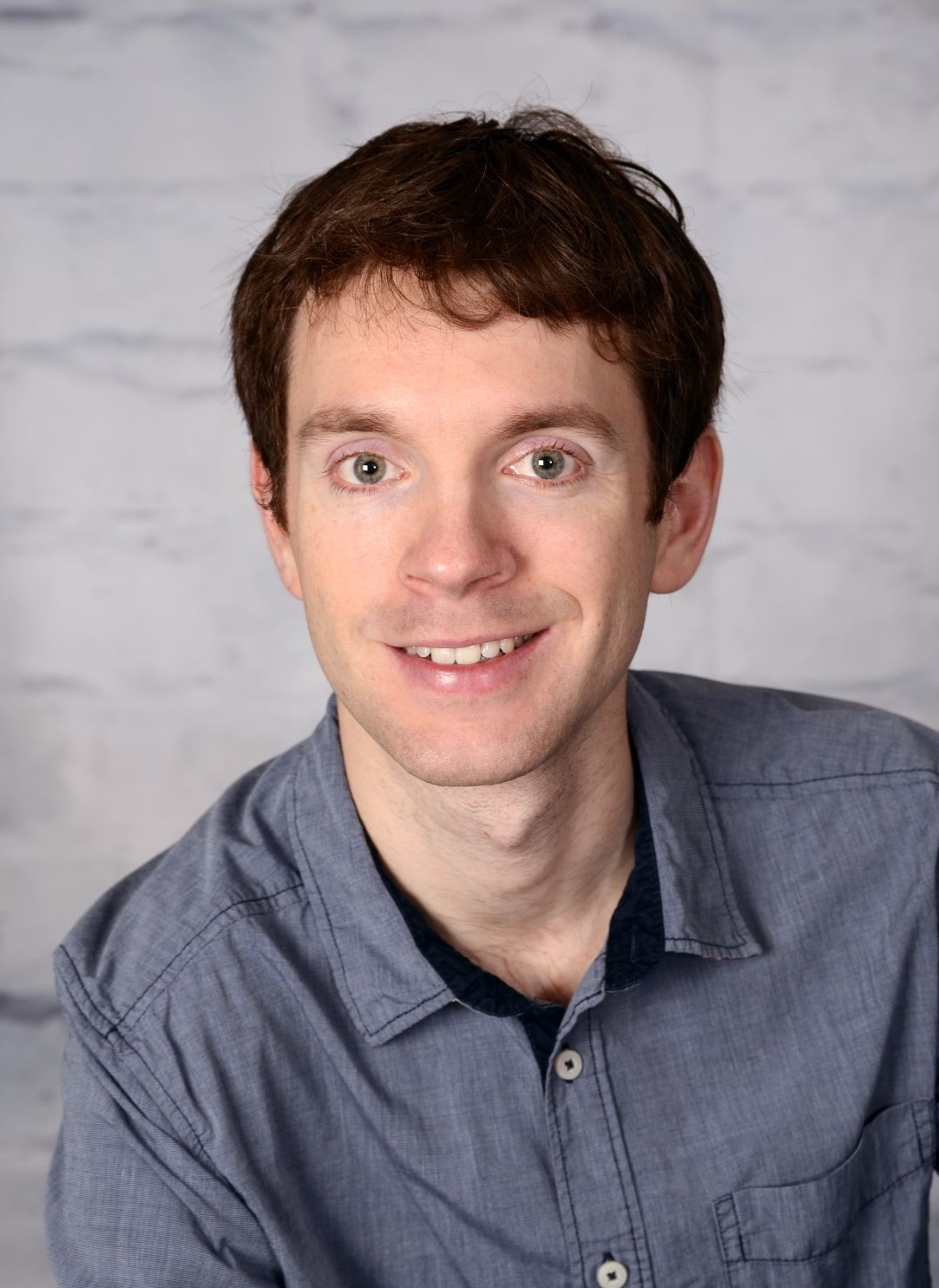
Simon Razniewski (2019)

Simon Razniewski ist ein deutscher Informatiker und seit Juni 2024 Professor für wissensbasierte Künstliche Intelligenz an der Technischen Universität Dresden sowie am dortigen Center for Scalable Data Analytics and Artificial Intelligence (ScaDS.AI Dresden). Seinen Forschungsschwerpunkt bildet die Entwicklung innovativer Methoden zur Extraktion und Konsolidierung von Wissen aus und mit Sprachmodellen und Wissensbasen, insbesondere im Bereich der Synergie zwischen großen Sprachmodellen (LLMs) und strukturierten Wissenssammlungen. Razniewski gilt als Pionier bei der Generierung negativer Aussagen für Wissensbasen und hat mit Projekten wie GPTKB, WikiNegata und AscentKB wegweisende Beiträge zur automatisierten Konstruktion und Qualitätsbewertung von Wissensbasen geleistet.

## Ausbildung
Simon Razniewski studierte Informatik an der Technischen Universität Dresden und schloss dort 2010 mit einem Diplom (Master of Science) ab. Bereits während seines Studiums sammelte er praktische Erfahrungen in der Industrie, unter anderem bei Siemens IT (2009) und Globalfoundries (2010).
2014 promovierte er an der Freien Universität Bozen mit der Dissertation Query-driven Data Completeness Management. Seine Dissertation behandelte die Entwicklung eines Frameworks zur metadatenbasierten Bewertung der Vollständigkeit von Datenbanken und wurde sowohl als technischer Bericht veröffentlicht als auch bei arXiv zugänglich gemacht.

## Beruflicher Werdegang
Nach seiner Promotion war Razniewski von 2014 bis 2017 als Assistenzprofessor für Big Data Quality an der Freien Universität Bozen tätig. Während dieser Zeit absolvierte er mehrere Forschungsaufenthalte an renommierten internationalen Institutionen, darunter die University of California, San Diego (2012), AT&T Labs-Research (2013), die University of Queensland (2015) und das Max-Planck-Institut für Informatik in Saarbrücken (2016). Dort leitete er als Senior Researcher bis 2021 den Forschungsbereich „Knowledge Base Construction and Quality“. In dieser Position entwickelte er wegweisende Methoden zur Konstruktion und Qualitätsbewertung von Wissensbasen und erhielt 2020 eine DFG-Förderung in Höhe von 312.000 Euro für ein dreijähriges Projekt zum Thema „Webskalierendes negatives Wissen“.
Von 2023 bis 2024 war er als Research Scientist am Bosch Center for AI in Renningen tätig und forschte dort im Bereich der Verarbeitung natürlicher Sprache und neurosymbolischer Künstlicher Intelligenz. Seit Juni 2024 ist er Professor für wissensbasierte Künstliche Intelligenz an der TU in Dresden und am dortigen Center for Scalable Data Analytics and Artificial Intelligence (ScaDS.AI Dresden). Seine Professur gehört zu den vier neu besetzten strategischen Professuren des Centers, die sich auf neurosymbolische Methoden der Künstlichen Intelligenz und deren Anwendung in intelligenten Systemen konzentrieren.
Razniewski ist aktiv in der Semantic-Web-Community tätig und fungiert als Mitorganisator verschiedener wissenschaftlicher Veranstaltungen, wie der Wikidata-Workshop-Serie bei der International Semantic Web Conference (ISWC) und der LM-KBC-Challenge-Serie (Language Models for Knowledge Base Construction). Bedeutende Projekte sind unter anderem die Wissensbasen WikiNegata, AscentKB und CANDLE.

## Forschungsschwerpunkte
Razniewskis Forschung konzentriert sich auf die Entwicklung neuartiger Methoden zur Extraktion und Konsolidierung von Wissen aus und mit Texten, Sprachmodellen (Large Language Models) und Wissensbasen.
Ein zentraler Forschungsschwerpunkt liegt in der Analyse und Verbesserung der Vollständigkeit von Wissensbasen. Razniewski entwickelte innovative Ansätze zur Bewertung der Qualität und Vollständigkeit von strukturierten Wissenssammlungen wie Wikidata, YAGO und DBpedia. Ein weiterer Schwerpunkt seiner Forschung liegt in der Extraktion und Konsolidierung von Allgemeinwissen (Commonsense Knowledge) aus webbasierten Quellen. Er entwickelte Methoden zur Gewinnung kulturellen Allgemeinwissens in großem Maßstab.
Als einer der ersten Forscher entwickelte Razniewski Methoden zur automatisierten Generierung negativer Aussagen für Wissensbasen. Sein innovativer Ansatz verwendet peer-basierte Vergleiche, um zu identifizieren, welche Informationen explizit als nicht-zutreffend in Wissensbasen aufgenommen werden sollten. Beispielsweise kann das System ermitteln, dass „Stephen Hawking nie den Nobelpreis gewonnen hat“, obwohl andere Physiker wie Albert Einstein und Richard Feynman diese Auszeichnung erhielten.
Razniewski ist ein Experte auf dem Gebiet der Synergien zwischen großen Sprachmodellen (LLMs) und Wissensbasen. Er erforscht, wie Sprachmodelle zur Konstruktion und Vervollständigung von Wissensbasen eingesetzt werden können und entwickelte das GPTKB-System, eine umfangreiche Wissensbasis mit über 105 Millionen Tripeln für mehr als 2,9 Millionen Entitäten, die vollständig aus GPT-4o-mini generiert wurde.

## Persönliches
Simon Razniewski war früher aktiver Segelflieger in der 1. DMSt.-Bundesliga mit dem Aeroclub Pirna. Außerdem ging er dem Hobby des Gleitschirmfliegens nach. Nach eigenen Angaben pausieren diese Aktivitäten derzeit, während er sich der Betreuung und dem „Training“ seiner zwei Kinder im Alter von vier und zwei Jahren widmet, die er scherzhaft als „Sprachmodelle“ bezeichnet.

## Schriften (Auswahl)
- mit Yujia Hu, Tuan-Phong Nguyen, Shrestha Ghosh: Enabling LLM Knowledge Analysis via Extensive Materialization. In: Proceedings of the ACL, 2025
- mit Hiba Arnaout, Shrestha Ghosh, Fabian Suchanek: Completeness, Recall, and Negation in Open-World Knowledge Bases: A Survey. In: ACM Computing Surveys (CSUR), 2024
- mit Jeff Z. Pan u. a.: Large language models and knowledge graphs: Opportunities and challenges. In: TGDK, 2023
- mit Tuan-Phong Nguyen, Aparna Varde, Gerhard Weikum: Extracting Cultural Commonsense Knowledge at Scale. In: Proceedings of the WWW, 2023
- mit Gerhard Weikum, Xin Luna Dong, Fabian Suchanek: Machine Knowledge: Creation and Curation of Comprehensive Knowledge Bases. In: Foundations and Trends in Web Science (FnT), 2021